# Heinrich Zollinger
Heinrich Zollinger va ser un botànic, micòleg i explorador suís.

## Biografia
Heinrich Zollinger, fill de pagesos, va ser alumne i deixeble de Thomas Scherr, primer director de la mestra d'escola de Küsnacht, amb qui va establir una amistat que li duraria tota la vida. Va fer un viatge d'estudi a Ginebra, on va conèixer Alphonse Pyramid de Candolle (1806-1893). Aquest li dona l'oportunitat d'anar a l'Àsia Sud-oriental a recollir espècimens d'història natural. Zollinger es compromet a enviar les mostres a la gent que financia el seu viatge.
Es va passar de 1842 a 1848 a Java i les Illes de la Sonda. Estudia els diversos volcans de la zona, essent el primer europeu a fer-ho, i recull nombrosos espècimens no catalogats encara. També fa observacions sobre etnografia i lingüística dels pobles que es troba. Torna a Suïssa el 1848, on dirigeix l'escola normal de Küsnacht. Tanmateix s'avorreix en aquesta nova activitat. El 1855 torna a Indonèsia amb la seva esposa, dos fills i un tutor, establint-se a Rogojampi. Mor de malària als 41 anys.

## Obra
- Heinrich Zollinger. Reise durch Ostjava (Jornadas a Ostjava). In: Frorieps Fortschritte der Geographie und Naturgeschichte, Nº 47, 1847

- Systematisches Verzeichniss der im indischen Archipel in den Jahrel 1842-1848 gesammelten sowie der aus Japan empfangenen Pflanzen ("Taxonomia a l'arxipèlag Índic en els anys 1842-1848 així com plantes rebudes del Japó). Herausgegeben von H. Zollinger. Zuric. 1854

- Über Pflanzenphysiognomik im Allgemeinen und diejenige der Insel Java insbesondere ("Sobre la Fisiologia Vegetal en general i de l'illa de Java en particular). Zürich, 1855

- Besteigung des Vulkans Tambora auf der Insel Sumbawa und Schilderung der Erupzion desselben im Jahre 1815 ("Ascens al volcà Tambora a l'illa de Sumbawa i descripció de la seva erupció el 1815). Hivern 1855

## Honors
En el seu honor s'anomena al gènere Zollingeria de la família de les sapindàcies.